# تلویزیون در ایران
تلویزیون نخستین بار در سال ۱۳۳۷ خورشیدی در ایران راه‌اندازی شد.در آن زمان تلویزیون ایران در تهران، به عنوان تلویزیونی متعلق به بخش خصوصی و به صورت انحصاری شروع به کار کرد. در ابتدا یک امتیاز انحصاری پنج ساله به آن اعطا گردید، که بعداً دوباره تمدید شد. یک شعبه از تلویزیون ایران در جنوب، در آبادان، در سال ۱۳۳۸ افتتاح شد. برنامه‌های آن شامل مسابقات نمایشی و برنامه‌های آمریکایی بود که به فارسی دوبله شده بود. حبیب ثابت، یک بهائی و یکی از بزرگ‌ترین صنعتگران ایران در آن زمان، ایجاد کننده اولین ایستگاه تلویزیونی بود.
نخستین فرستنده تلویزیون ایران در ساعت ۵ بعد از ظهر جمعه ۱۱ مهر ماه سال ۱۳۳۷، نخستین برنامه خود را پخش کرد. مراسم طبق وعده از ساعت ۵ آغاز شد. پخش پیام محمدرضا شاه که از کاخ اختصاصی‌اش قرائت شد به اضافه پخش فیلم مسافرت او به ژاپن، قرائت پیام نخست‌وزیر و صحبت‌های وزیر پست و تلگراف و حبیب‌الله ثابت و پسرش ایرج (مدیرعامل تلویزیون) و پخش چند برنامه نمایشی و موسیقایی از دیگر برنامه‌های روز افتتاح تلویزیون بود.
در آن روز حبیب‌الله ثابت در لابلای صحبت‌هایش خطاب به مخاطبان تلویزیون گفت: «... و اما شما بینندگان و شنوندگان عزیز اگر وقتی قسمتی از برنامه را مطابق سلیقه خود نیافتید با در نظر گرفتن اشکالات و این نکته مهم که ذوق و سلیقه‌ها مختلف است بر ما ببخشید. به علاوه از شما تمنا داریم که ما را در اجرای این خدمت یاری کنید و نه تنها معایب و نقایص را گوشزد فرمایید بلکه ما را از آنچه برای بهبود و تکمیل برنامه‌ها به نظرتان می‌رسد کتباً یا شفاهاً برخوردار و قرین امتنان نمایید. ما برای این‌گونه پیشنهادها جوائزی ترتیب خواهیم داد که در آینده به اطلاع شما خواهد رسید …»
پخش برنامه‌های تلویزیون ایران در واقع از فردای آن روز یعنی شنبه دوازدهم مهر به‌طور رسمی آغاز شد. برنامه‌های تلویزیون در نخستین روزها از ساعت ۶ عصر شروع می‌شد و تا ۱۰ شب ادامه داشت. در این چهار ساعت معمولاً هر روز ابتدا برنامه‌هایی مخصوص خردسالان و کودکان و سپس برنامه‌های ورزشی، فیلم سینمایی، تدریس زبان، اخبار، بحث روان‌شناسی پخش می‌شد. تلویزیون ایران در ابتدا به صورت کاملاً خصوصی اداره و هزینه‌های آن از آگهی‌های تبلیغاتی تأمین می‌شد. ایستگاه فرستنده تلویزیونی پس از یک سال فعالیت، برنامه‌های روزانه خود را در تهران به پنج ساعت افزایش داد و در سال ۱۳۴۰، فرستنده دیگری در آبادان و یک فرستنده تقویتی در اهواز تأسیس کرد.
یک شبکه تلویزیونی ملی جداگانه، در ۱۳۴۴، برای آموزش همگانی بیش تر ایجاد شد. تلویزیون ایران در ۱۳۴۷ ملی شد، این تلویزیون تبدیل به یک انحصار دولتی گردید که تا ۱۳۵۷، ۹ هزار شغل ایجاد کرد. بعد از آن تلویزیون ملی ایران در سال ۱۳۵۰ با رادیو ایران ادغام شد، که رادیو و تلویزیون ملی ایران را تشکیل دادند. برنامه‌های رنگی در ۱۹۷۶ آغاز شد، با این وجود بازی‌های آسیایی ۱۹۷۴ به صورت رنگی پخش شده بود.
پس از سال ۱۳۵۷ و روی کار آمدن جمهوری اسلامی، رادیو و تلویزیون ملی ایران به کار خود ادامه داد، اما نام آن به صدا و سیمای جمهوری اسلامی ایران تغییر کرد.
اگر چه دیش‌های ماهواره‌ای بر طبق قانونی در ۱۳۷۳ ممنوع شدند، مرکز تحقیقات صدا و سیما تخمین می‌زند که آن‌ها در ۷۰٪ خانه‌های ایرانیان استفاده می‌شوند.
با وجود اینکه بارها و بارها از پارازیت استفاده گردید، کانال بی‌بی‌سی فارسی در ۲۰۱۱ به‌طور هفتگی ۷٫۲ میلیون مخاطب داشت. GEM TV، یکی از محبوب‌ترین کانال‌های ماهواره‌ای در ایران است. این شبکه مستقر در دبی است پخش آن در کشور غیرقانونی است. فارسی ۱, یک کانال ماهواره‌ای که متعلق به نیوز کورپریشن است و بیش تر به پخش کمدی‌ها و درام‌هایی از کشورهای دیگر آسیایی و آمریکای لاتین می‌پردازد، یکی از محبوب‌ترین کانال‌های کشور است.

## کانال‌های خصوصی و ماهواره‌ای
بیشتر این کانال‌ها از کشورهای خارجی پخش می گرددند و رایگان می‌باشند و مردم بوسیله دیش‌های ماهواره ای این کانال‌ها را دریافت می‌کنند.
کانال‌های فعال
- ایران اینترنشنال
- منوتو
- بخش فارسی صدای آمریکا
- رادیو فردا
- کانال یک (آمریکا)
- بی‌بی‌سی فارسی
- سیمای آزادی
- ام‌بی‌سی پرشیا
- شبکه کلمه
- جم تی‌وی
- ایران تی‌وی نتورک
- پی‌ام‌سی
- رادیو جوان
- شبکه امام حسین

کانال‌های تعطیل شده
- پرشین تون
- نشنال جئوگرافیک فارسی
- یورونیوز فارسی
- فارسی۱
- ایرانیان (شبکه تلویزیونی)

## کانال‌های فعال صداوسیما
- شبکه یک
- شبکه دو
- شبکه سه
- شبکه چهار
- شبکه نسیم
- شبکه خبر
- شبکه آموزش
- شبکه قرآن
- شبکه مستند
- شبکه نمایش
- شبکه تماشا
- شبکه ورزش
- شبکه سلامت
- شبکه افق
- شبکه نهال
- شبکه پویا
- شبکه امید
- Ifilm
- شبکه العالم
- الکوثر
- Press tv
- Hispan tv